# Harumafuji Kōhei
Harumafuji Kōhei (kanji: 日馬富士公平), sinh ngày 14 tháng 4 năm 1984, tên thật là Davaanyam Byambadorj (tiếng Mông Cổ: Даваанямын Бямбадорж), trước đó có tên Ama Kōhei, là một võ sĩ sumo đã nghỉ hưu. Anh được nhận danh hiệu yokozuna, danh hiệu cao nhất của môn sumo, ngày 26 tháng 9 năm 2012. Mang quốc tịch Mông Cổ, là yokozuna quốc tịch nước ngoài thứ năm, yokozuna người gốc nước ngoài thứ tư, yokozuna người gốc Mông Cổ thứ ba trong lịch sử sumo chuyên nghiệp. Anh được phong danh hiệu yokozuna ngày 16 tháng 9 năm 2012 sau hai giải thắng tuyệt đối tất cả các trận.
Harumafuji thừa nhận đã hành hung võ sĩ đồng hương Mông Cổ Takanoiwa trong một giải sumo khu vực vào cuối tháng 10 năm 2017. Anh rút lui khỏi giải đấu sumo tháng 11 năm 2017 ngay sau khi các cáo buộc được đưa ra. Vào ngày 29 tháng 11 năm 2017, người quản lý (toshiyori), Asahifuji Seiya, đã đệ trình lá đơn từ chức của Harumafuji tới Hiệp hội Sumo Nhật Bản.